# What Kind of Love
What Kind of Love è un singolo del rapper statunitense Childish Gambino, pubblicato il 3 marzo 2014 sotto l'etichetta Glassnote Records.

## Pubblicazione
Il brano è stato pubblicato poco tempo dopo la pubblicazione di Because the Internet, particolare che ha lasciato intendere che il singolo fosse stato scartato dall'album in studio. La canzone è stata pubblicata inizialmente in via gratuita sulla piattaforma SoundCloud, dopo che dei terzi avevano tentato di lucrarvi sopra tramite delle piattaforme di streaming a pagamento.

## Tracce
Download digitale
1. What Kind of Love – 4:02 (Donald Glover)